# Rolf Kuhn
Rolf Kuhn (* 8. Dezember 1946 in Ratscher; † 16. Juni 2024) war ein deutscher Städtebauer und Gebietsplaner. Er war Direktor des Bauhauses Dessau und Geschäftsführer der Internationalen Bauausstellung (IBA) Fürst-Pückler-Land. Kuhn ist Träger des Verdienstordens des Landes Brandenburg.

## Leben

### Wissenschaftliche Tätigkeit
Rolf Kuhn studierte von 1965 bis 1970 an der Hochschule für Architektur und Bauwesen Weimar (HAB) Gebietsplanung und Städtebau. Im Jahr 1970 trat er eine Stelle am Institut für Städtebau und Architektur der Bauakademie der DDR in Berlin an. 1977 wechselte er zur HAB Weimar. Seine Promotion zum Dr.-Ing. auf dem Gebiet des Städtebaus schloss er 1978 ab. Eine Habilitation zum Dr. sc. phil. auf dem Gebiet der Stadtsoziologie erfolgte im Jahr 1985. Die Lehrbefähigung wurde ihm 1986 durch die HAB Weimar erteilt. Im Jahr 1987 wurde Rolf Kuhn zum Honorardozenten an der HAB Weimar und zum Professor an der Bauakademie der DDR ernannt.

### Bauhaus Dessau
Nach der Wiedereröffnung des Bauhauses Dessau durch die DDR im Jahr 1986 als „Zentrum für Gestaltung“ angekoppelt an das ostdeutsche Bauministerium wurde Kuhn 1987 zu dessen Direktor ernannt. Nach der deutschen Einheit war die Zukunft des Bauhauses Dessau einige Jahre unklar, bis im Februar 1994 durch die Bundesregierung, das Land Sachsen-Anhalt und die Stadt Dessau die „Stiftung Bauhaus Dessau“ gegründet wurde. Rolf Kuhn war von 1994 bis 1998 Direktor der Stiftung.

### Internationale Bauausstellung Fürst-Pückler-Land
Im Jahr 1998 wechselte Kuhn nach Großräschen, um die Geschäftsführung der Vorbereitungsgesellschaft der IBA Fürst-Pückler-Land zu übernehmen. Von 2000 bis 2010 war er Geschäftsführer der IBA Fürst-Pückler-Land. Bis 2012 hat er die Liquidation der IBA geleitet.

### Familie
Rolf Kuhn war verheiratet und hatte drei Kinder. Er lebte in Großräschen.

## Werke
- Das Kommunale Praktikum, ein 1978 eingeführtes neues Element im Stadtplanerstudium in: Wissenschaftliche Zeitschrift der HAB Weimar, Weimar 1986
- Das neue Bauhaus Dessau in: Deutsche Bauzeitung, Juni 1990
- Wofür braucht jede Stadt ein Bauhaus? in: Schriftenreihe des Deutschen Institutes für Urbanistik, Band 83 (Urbanität in Deutschland), Berlin 1991
- Das Industrielle Gartenreich in: Tagungsbericht der IBA Emscher Park, 5/1992
- Soziologie im DDR-Städtebau in: Der Architekt, 6/1993
- Das Industrielle Gartenreich in: werkundzeit – Perspektiven 2 Neue Landschaft, Lernen vom Emscher Park?, 1994
- Internationale Bauausstellung (IBA) Fürst-Pückler-Land in: Zeitschrift markt und mark, Heft 7/8/1998, Hrsg.: Industrie- und Handelskammer Cottbus, S. 10–11, Cottbus 1998
- Internationale Bauausstellung (IBA) Fürst-Pückler-Land in: Jahrbuch BergbauFolgeLandschaft Hrsg.: Dachverband Bergbaufolgelandschaft e. V. und Stiftung Bauhaus Dessau, S. 99–104, 1998
- Internationale Bauausstellung (IBA) Fürst-Pückler-Land in: Industriekultur: Mythos und Moderne im Ruhrgebiet; im Rahmen der IBA Emscher Park Hrsg.: Andrea Höber und Karl Ganser; Essen, 1999, S. 98–102
- Balance zwischen Technik und Muse – Internationale Bauausstellung (IBA) Fürst-Pückler-Land in der Lausitz in: LandschaftsArchitekten Heft 2/1999, Hrsg.: Bund Deutscher LandschaftsArchitekten e. V. Berlin, S. 26.[3]